# Красавица Мэй
«Красавица Мэй» (англ. Bonnie May, гораздо более известно название The Broom of Cowdenknow(e)s; Child 217, Roud 92) — народная баллада шотландского происхождения, имевшая широкое распространение. По замечанию Джорджа Ритчи Кинлоха, практически в каждом шотландском округе бытовал свой вариант баллады. Фрэнсис Джеймс Чайлд в своём собрании приводит четырнадцать вариантов, самый ранний из которых взят из «Памятников старинной английской поэзии» Томаса Перси 1769 года, а также английскую «нетрадиционную» балладу, так называемую «ditty», первой половины XVII века, которая исполнялась на мелодию с тем же названием. Упоминание мелодии встречается также, в качестве танцевальной, в первом издании «The Dancing Master» 1651 года и в качестве музыки для другой баллады из бродсайда 1632 года.
На русский язык балладу перевёл Асар Исаевич Эппель.

## Сюжет
Крестьянская девушка пасёт овец на лугу. Проезжающий мимо всадник под различными предлогами увлекает её за собой, и они проводят вместе ночь. Через девять месяцев у пастушки рождается сын, а всадник возвращается, и, оказавшись знатным лордом, забирает девушку и ребёнка с собой. В некоторых вариантах он приезжает второй раз уже через несколько недель; в других версиях девушку выгоняют из дома, и она, даже оказавшись в замке возлюбленного, тоскует по родным местам и по цветам, которые там растут (bonnie bonnie broom, имеется в виду ракитник или дрок, вероятно, ракитник венечный, Cytisus scoparius). Большинство версий помещают её дом на восточный берег реки Ледер в Бервикшире, в четырёх или пяти милях от Мелроза (Cowdenknows), ещё одна упоминает, предположительно, Охил-Хилс (Oakland Hills). В одном варианте Имя лорда от версии к версии оно сильно варьируется. Чайлд приводит свидетельство, что в области Дамфрис-энд-Галловей рыцаря всегда звали «лорд Лохинвар».
Датская баллада «Malfred og Sadelmand» обладает в некоторой степени сходным сюжетом: девушка, с которой жестоко обращаются, при встрече с рыцарем спрашивает его имя. Он возвращается, чтобы жениться на ней, когда та рождает близнецов.